# Campanile del duomo di Gaeta
Il campanile del duomo di Gaeta è situato alle spalle dell'edificio, in piazza papa Gelasio, prospiciente il golfo di Gaeta. In stile romanico con forte influsso arabo-normanno, è alto 57 metri, venne edificato a partire dal 1148 e fu terminato nel 1279 con la costruzione del torrino apicale.

## Storia
Quando, tra la fine dell'VIII secolo e il IX la sede vescovile di Formia venne definitivamente spostata a Gaeta, l'antica chiesa di Santa Maria del Parco venne elevata al rango di cattedrale e, a partire dal 842, ospitò le reliquie del patrono sant'Erasmo, che fino ad allora erano state presso la cattedrale formiana, che venne degradata al rango di semplice chiesa. A partire dal regno degli ipati Giovanni I (867-933) e Docibile II suo figlio (933-954), la chiesa di Santa Maria del Parco venne ampliata, e nuovamente dopo il 978, per venire infine consacrata il 22 gennaio 1006 da papa Pasquale II. L'edificio aveva assunto una conformazione basilicale a tre navate (delle quali quella di sinistra, più antica, con pianta irregolare a forma di trapezio) con orientamento lungo l'asse nord-sud (opposto a quello attuale) e l'ingresso rivolto verso il golfo.
Nel 1148 venne donato dal monaco di Sant'Erasmo a Formia, Pandolfo Palagrosio, un terreno adiacente alla cattedrale e prospiciente l'antico foro (l'attuale piazza Cavallo), per costruirvi una torre campanaria, come riportato in un documento del Codex diplomaticus cajetanus:
(Documento CCCXL del Codex diplomaticus cajetanus.)
Lo stesso anno sarebbe cominciata la costruzione di una grande torre campanaria a partire dal massiccio basamento, per il quale furono utilizzati i blocchi del rivestimento marmoreo del mausoleo di Lucio Sempronio Atratino. La base venne ideata cava al suo interno, così da poter costituire l'accesso monumentale alla retrostante cattedrale, funzione che assolse fino alla ricostruzione successiva al terremoto del giugno 1213, nell'ambito della quale venne capovolto l'orientamento della chiesa.
L'architetto del campanile fu il magister Nicolangelus Romanus, oppure Nicola d'Angelo o più propriamente Angelo di Nicola, il cui nome è riportato in un'iscrizione sulla chiave di volta dell'arco ogivale posto tra le due campate interne del basamento. Egli apparteneva a una nota famiglia di marmorari romani, il cui capostipite fu Paulus vir Magnus, attivi nel XIII secolo nel Lazio e anche a Roma, dove Nicola d'Angelo, con il quale è ipoteticamente identificabile il Nicolangelus di Gaeta, collaborò con Pietro Vassalletto nella realizzazione della colonna del cero pasquale della basilica di San Paolo fuori le mura.

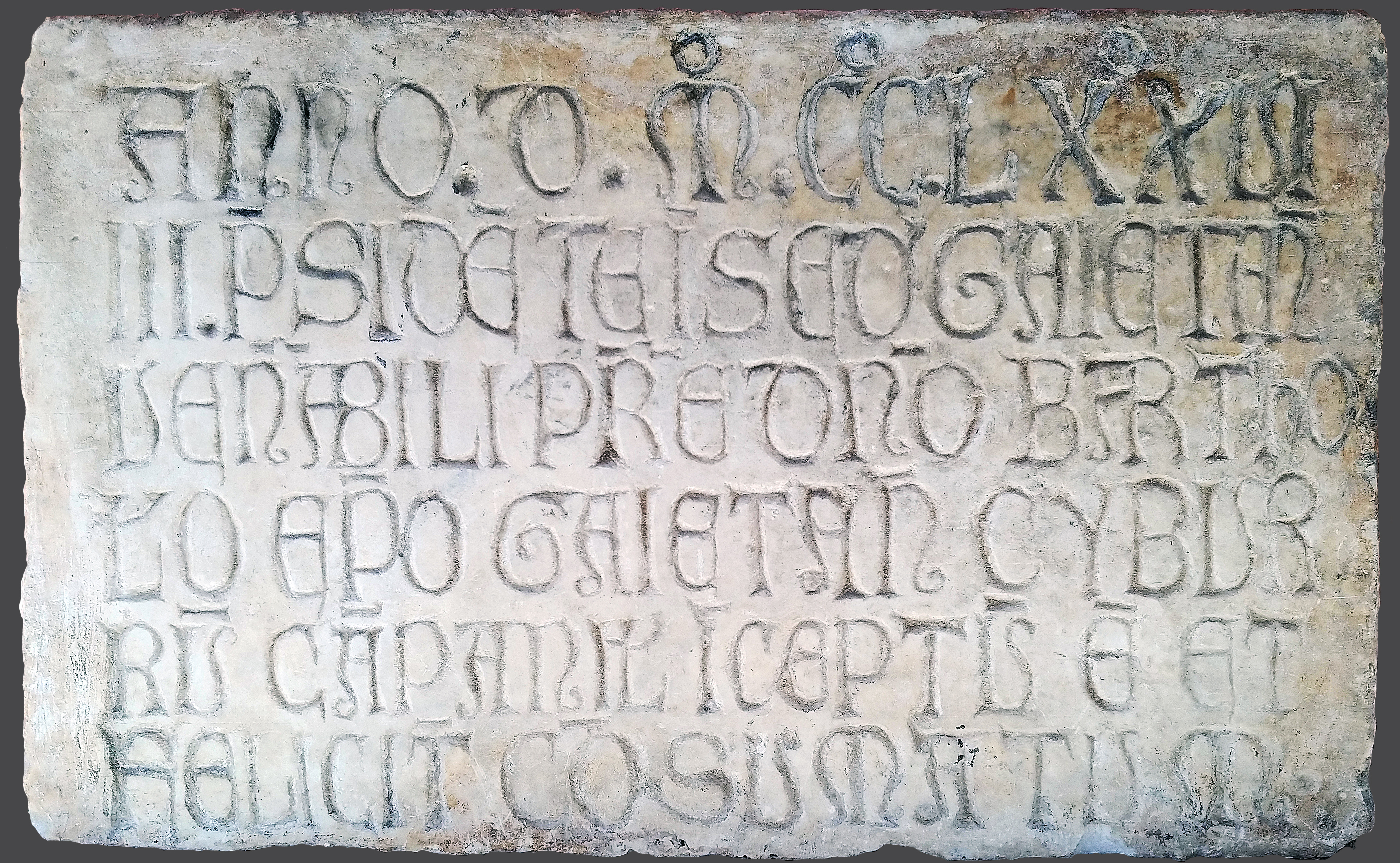
La lapide del 1279 commemorativa del completamento del campanile.

La costruzione del campanile proseguì per tutta la seconda metà del XII secolo e terminò nel 1174; Soltanto nel 1279, essendo vescovo di Gaeta Bartolomeo Maltacea, venne realizzato e portato a termine nell'arco dello stesso anno il torrino apicale di coronamento, come riportato in una lapide in lingua latina attualmente esposta all'interno del torrino stesso e originariamente posta all'ingresso della torre:
III•P̄(rae)SIDENTE I(n) SED(e) GAIETAN(a)

VEN̄(e)RABILI P(at)R̄E D(omi)NŌ BARTHO

LO EP̄(iscop)O GAIETAN(o) CYBUR

RŪ(m) CĀ(m)PANILI ICEPTŪ(m) Ē(st) ET

FELICIT̄(er) CŌ(n)sumatum.»
(Iscrizione del 1279.)
Successivamente il campanile non subì modifiche sostanziali. Nel XV secolo vennero collocati lungo le pareti laterali del basamento due sarcofagi romani ed elementi dell'antico ambone della cattedrale. Nel 1532-1533 era già presente sulla facciata orientale, nell'ordine immediatamente sottostante il torrino, un orologio risalente probabilmente agli inizi dello stesso secolo; esso venne sostituito nel 1578 da un altro di Nicandro Marotta. Nel 1646 Francesco Marotta realizzò un nuovo orologio, con quadrante in riggiole policrome disegnato da Dionisio Lazzari; un secondo orologio venne installato da Matteo De Vivo nel 1711 sulla facciata settentrionale, con quadrante marmoreo di Domenico Antonio Vaccaro. Nel XIX secolo venne rimosso il meccanismo del primo, pur rimanendo in loco il relativo quadrante, e successivamente anche quest'ultimo.
Nella seconda metà del XX secolo la torre fu oggetto due volte di importanti interventi di restauro. La prima fu negli anni 1958-1963 sotto la direzione dell'architetto Raffaele Perrotti: nella prima fase vi furono opere di consolidamento statico, con l'installazione di un diffuso sistema di incatenamento tramite barre di acciaio e la realizzazione di nuovi solai interni in calcestruzzo armato; la seconda fase interessò l'apparato decorativo esterno, che incluse la rimozione del quadrante dell'orologio seicentesco e la riapertura totale di tutte le bifore, con la liberazione delle relative colonne da pilastri di sostegno, ove presenti, all'interno dei quali erano state ingabbiate. Nel corso dei restauri degli anni 1990, volti a preservare l'apparato decorativo originario del campanile, venne rimosso anche il quadrante settecentesco (successivamente esposto permanentemente presso il Museo Diocesano e della Religiosità del Parco dei Monti Aurunci di Gaeta), pur rimanendo inizialmente installato l'orologio con le lancette e i numeri.
Nel giugno 2016 il campanile e l'area antistante sono stati recintati con una cancellata in ferro battuto. Nel 2019-2020 è stato operato sull'intera torre un'importante opera di consolidamento strutturale e restauro, finalizzata anche alla fruibilità e all'apertura della stessa ai visitatori, sotto la direzione di Alessandro Catani; durante questa, tra le altre cose, sono state rifatte le scale metalliche interne di collegamento dei vari piani e sono stati rimossi gli elementi superstiti dell'orologio settentrionale; la cerimonia inaugurale si è tenuta il 12 agosto 2020.

## Descrizione

### Ubicazione
La torre campanaria è situata all'angolo nord-orientale della cattedrale dei Santi Erasmo e Marciano e di Santa Maria Assunta in Gaeta, tra l'abside (e il sottostante succorpo) e l'ultima cappella di destra, che presenta una profondità doppia rispetto alle altre. La facciata settentrionale (principale) dà su piazza papa Gelasio ed è rivolta verso il mare, mentre quella occidentale dà su piazza Cavallo, l'antico foro.
Addossato all'abside e alla destra del campanile, vi è un corpo di fabbrica nel quale si aprono due bifore e una trifora neoromaniche, erroneamente identificato come il campanile dell'antico battistero di San Giovanni in Fonte, in realtà concepito e originariamente utilizzato come torre scalare per la retrostante cantoria barocca del XVII secolo, demolita nel 1788.

### Il basamento
L'alto basamento ha forma di parallelepipedo ed è realizzato in gran parte con materiale di spoglio proveniente dal mausoleo di Lucio Sempronio Atratino, console romano morto suicida nel 20 a.C., situato in posizione preminente sul Borgo di Gaeta. Si eleva per 15 metri dal suolo e ciascuno dei suoi lati misura 9 metri di larghezza.
Le pareti del basamento vennero ornate nel XV secolo con affreschi, ancora presenti in cattivo stato nel XIX secolo, visibili nel dipinto Gaeta S. Erasmo di Giacinto Gigante (1848 circa), nel quale si nota la parte superiore della figura di un santo sul pilastro esterno alla destra dell'arcata ogivale della facciata settentrionale.

#### Epigrafi

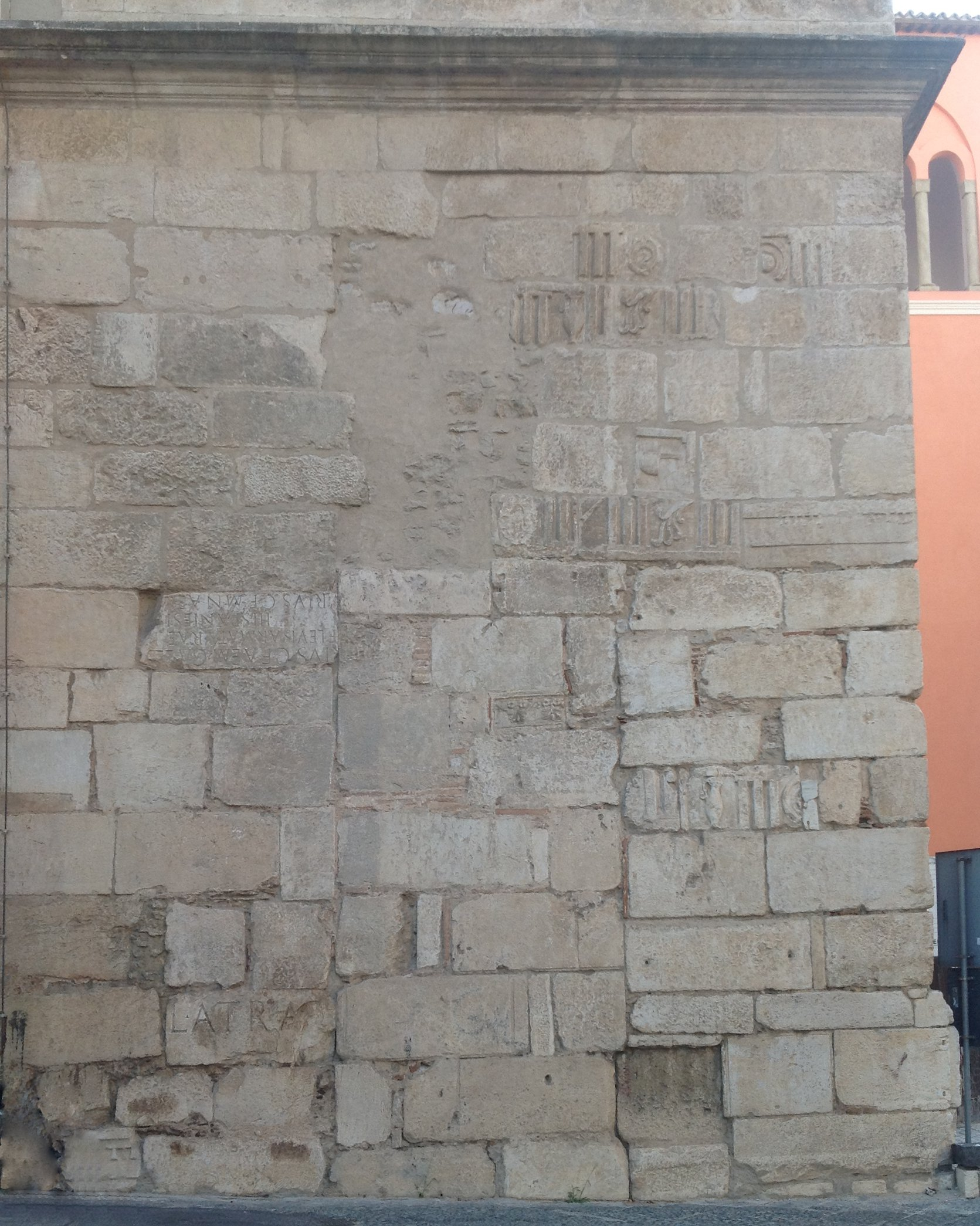
La fiancata orientale del basamento, con metope e triglifi e le quattro iscrizioni romane.

Fra i conci lapidei ne sono visibili alcuni decorati a bassorilievo con metope e triglifi (in particolare nella parte inferiore sinistra della facciata settentrionale e nella parte superiore destra di quella orientale) e diverse iscrizioni in lingua latina. Lungo il fianco sinistro ve ne sono due: la prima, situata in basso a sinistra, recita:
Tale epigrafe diede luogo ad alcune supposizioni fantasiose tra cui quella secondo la quale, a partire dal nono libro delle Metamorfosi di Publio Ovidio Nasone, dove si narra del dio Mercurio che vaticina tramite i latrati di Anubi, il basamento era nato in epoca pagana come tempio dedicato alla divinità.
Più in alto, in asse con questa, vi è un'altra iscrizione, più estesa e collocata capovolta. Il testo si articola su quattro righe ed è lacunoso alle due estremità; è di carattere funerario, relativo a due soldati, Gaio Furio Emilio Gallo figlio di Gaio e Gaio Furio Emilio figlio di Gaio e nipote di Marco:
Sulla stessa fiancata, nella parte superiore del quadrante sinistro, vi sono altre due epigrafi; quella posta più in basso, tre filari al di sopra della precedente, è riferita a Lucio Munazio Planco, che aveva una villa a Gaeta e che, alla sua morte (1 d.C.), trovò sepoltura nel mausoleo eretto nel 22 a.C. sulla sommità del Monte Orlando:
Poco sopra, un'altra breve iscrizione, relativa alla gens Ummidia:

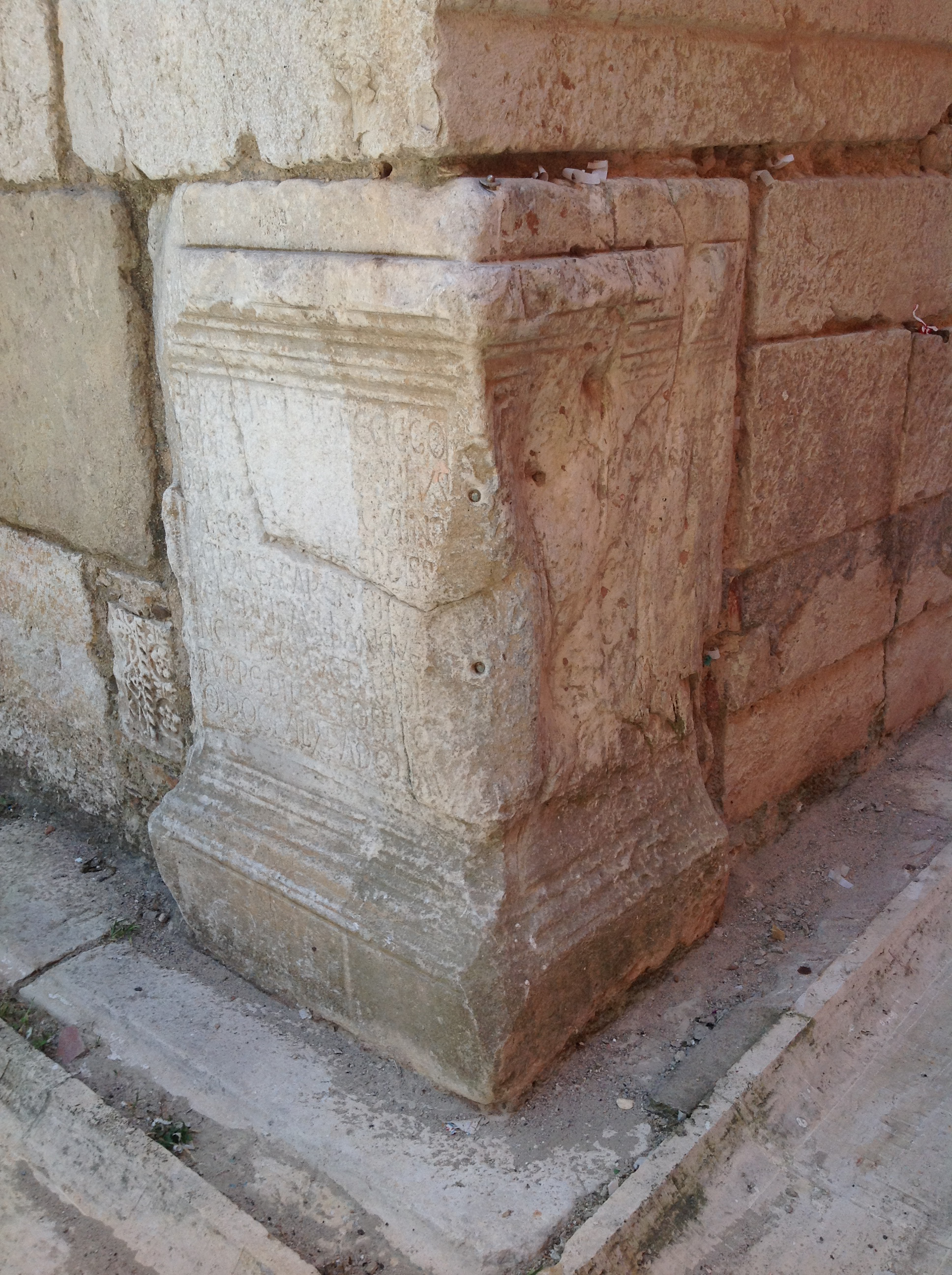
Il cippo del X secolo, utilizzato come pietra angolare.

È invece completa quella del cippo commemorativo marmoreo situato all'angolo tra le facciate settentrionale e orientale del basamento, con l'epigrafe rivolta verso nord. Il manufatto, a forma di ara, proviene dal terreno circostante la turris Garilliani, edificata dall'ipata di Gaeta Giovanni I sulla riva sinistra del fiume Garigliano immediatamente dopo la vittoriosa battaglia del 915 contro i saraceni ivi stanziatisi, che gli valse il titolo di imperialis patricius, presente nell'iscrizione. Quando, alla metà del XII secolo, venne raccolto materiale lapideo vario per la costruzione del campanile di Gaeta anche nell'area di Formia e Minturno, venne trasportato a Gaeta anche il cippo, che venne utilizzato come pietra angolare, pur essendo ancora in funzione la torre presso il Garigliano.
Il testo è il seguente:
IOH̄ IMPERIALIS PATRICIVS FILIVS

DOM̄ DOCIVILIS YPATA QUI IN T

RAIECTO FLUMINE P DISSI

PATIONE AGARENORUM

REHEDEFICAVI HANC VERO

INCLUTA DOMV̄ ETIAMDIV

TVRRE DILEVTO FILIO ME

O DOCIVILI ȲP̄Ā DONAVI»
(Testo del cippo marmoreo e relativa traduzione.)
Un'ulteriore epigrafe, di carattere funerario e riferita anch'essa alla gens Ummidia, situata su una pietra incastonata nella pavimentazione alla base della scalinata del basamento:

#### Prospetto settentrionale

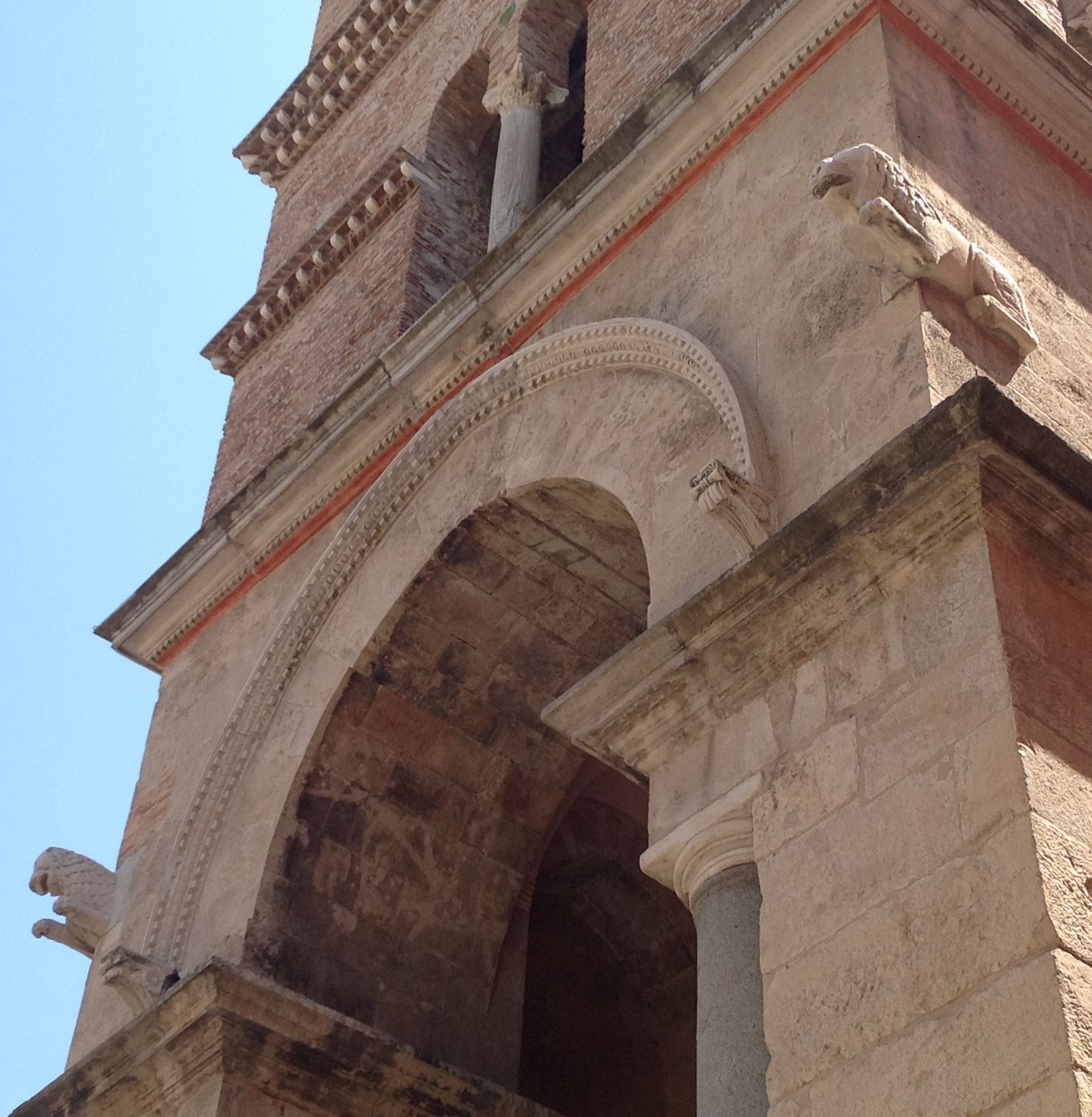
L'arco ogivale e i due leoni.

Il lato settentrionale del basamento del campanile è caratterizzato dalla presenza di un grande arco a sesto acuto, che dà accesso alla scalinata interna al basamento stesso; esso poggia su due coppie di colonne di spoglio lisce in granito nero egiziano (quella esterna con base riutilizzata come capitello e quella interna con capitello marmoreo corinzio), intervallate da un semipilastro. L'imposta è situata al di sopra del cornicione che corre a circa due terzi dell'altezza del basamento. L'archivolto è costituito da una modanatura scolpita a doppio dentello, alla cui base sono poste due sporgenti mensole marmoree scolpite a bassorilievo con foglie e rosette. L'arcata nella sua forma è di derivazione islamica e presenta una forte analogia con l'arco principale d'accesso alla sala di preghiera della grande moschea di Qayrawan, in Tunisia, anch'esso ogivale e sostenuto da due coppie di colonne.
Nei due angoli della parte superiore del basamento, paralleli alle due facciate laterali e sporgenti verso nord, vi sono due statue marmoree raffiguranti altrettanti Leoni giacenti.
A causa della monumentalità del basamento e di un diffuso fraintendimento dell'iscrizione presente sul cippo di Giovanni I, quest'ultimo venne a lungo considerato un monumento indipendente rispetto alla cattedrale, costruito per volere dell'ipatata dopo la vittoria del 915. Pertanto la struttura sarebbe nata come monumento celebrativo (nello specifico un arco trionfale) che solo successivamente, nel XIII secolo, sarebbe stato riadattato a campanile con la costruzione della sovrastante torre in mattoni e collegato alla chiesa retrostante.

#### Interno e scalinata

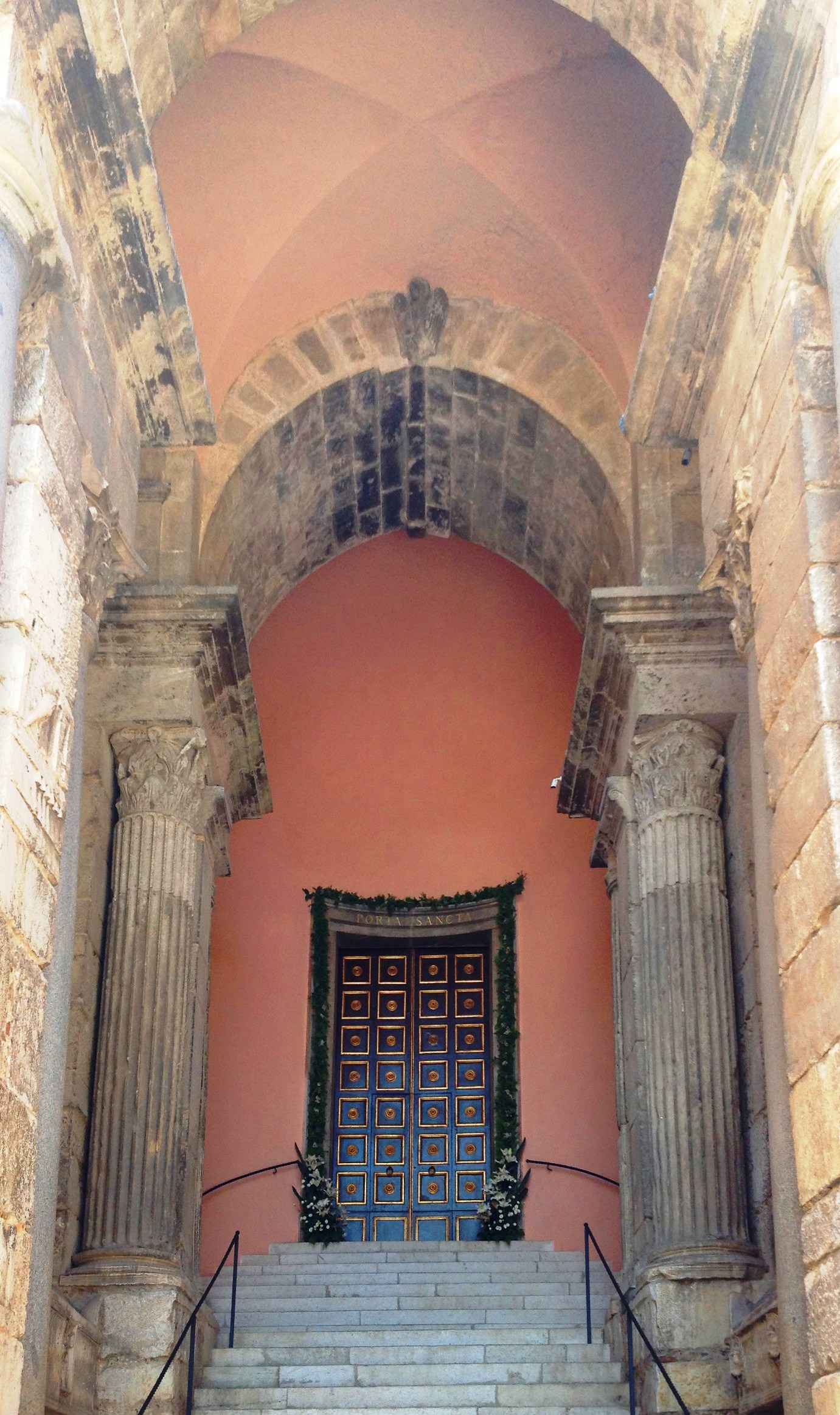
L'interno del basamento

Internamente, il basamento si articola in un unico, profondo ambiente che si compone di due campate ed è interamente occupato dalla scalinata di accesso alla cattedrale. Probabilmente quest'ultima, in origine, era meno lunga rispetto all'attuale, e si attestava dopo il diciassettesimo gradino dal basso, ove attualmente si trova uno stretto pianerottolo; solo in un secondo momento, con la costruzione della grande abside semicircolare che chiude l'ambiente costituendone la seconda campata, avrebbe acquisito l'attuale estensione.
La prima campata è a pianta rettangolare, coperta con volta a crociera priva di costolonature. Nella parte superiore della parete destra, al di sopra del cornicione, si apre una monofora ogivale che dà luce alla retrostante scala di accesso al primo piano del campanile. Questa, larga circa 50 centimetri, è scavata direttamente all'interno dei blocchi lapidei che costituiscono il basamento del campanile ed è interrotta a metà da un pianerottolo con volta a crociera, mentre quella delle rampe è a botte; il soffitto è decorato con alcuni bassorilievi, quali una mezzaluna e delle rosette.
Alla sommità della scalinata, nella parete curva dell'abside (il cui catino, fino ai restauri del terzo quarto del XX secolo, era decorato con cassettoni in stucco) si apre un ampio portale, con semplice cornice marmorea. Questo, ricalcando l'accesso della cattedrale del X-XI secolo, è posto in asse con la cosiddetta settima navata, ovvero la navata più orientale dell'edificio del XIII secolo (a sette navate), ricavata riadattando la navata laterale di sinistra della chiesa consacrata da papa Pasquale II. La porta si apre nella parte terminale della parete sinistra della terza cappella di destra della cattedrale, priva di altare, dirimpetto all'ingresso ad arco alla settima navata.
In occasione del giubileo straordinario della misericordia, il portale è stato porta santa dal 13 dicembre 2015 al 13 novembre 2016; in occasione della sua apertura, è stato realizzato un annullo filatelico raffigurante la porta stessa.
La prima campata è separata dalla seconda da una profonda arcata ogivale che richiama quella d'ingresso alla scalinata; anch'essa impostata sul cornicione che corre sia all'esterno che all'interno del basamento senza soluzione di continuità. L'arco è sorretto da due coppie di colonne intervallate anch'esse da semipilastri in blocchi di pietra. Di ciascuna coppia, la colonna anteriore è scanalata, con capitello corinzio decorato a foglie di acanto; quella posteriore, invece, è rudentata, con capitello dorico.

##### Chiave di volta dell'arcata interna

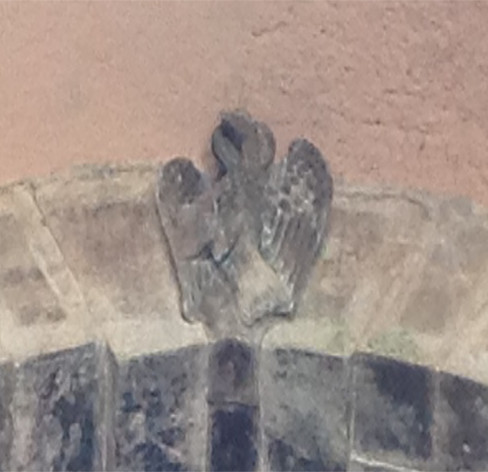
La chiave di volta dell'arcata interna.

La chiave di volta dell'arcata presenta, verso nord una scultura ad altorilievo raffigurante l'Aquila, simbolo dell'evangelista Giovanni; essa tiene aperto tra gli artigli il libro del Vangelo secondo Giovanni, del quale è riportata in lingua latina gran parte del primo versetto:
CIPIO E

RAT V

(er)BV(m)

ET

VERBVM

ERAT (apud Deum)»
il Verbo era presso Dio

e il Verbo era Dio.»
(Vangelo secondo Giovanni 1,1)
Ai lati della scultura, vi è l'epigrafe che fa riferimento al progettista del campanile, Nicolangelo Romano:
Una seconda aquila è posizionata sul lato della chiave di volta rivolto verso l'abside, ed è di fattura più semplice, senza iscrizioni.

##### Bassorilievi conGiona e il pistricee sarcofagi
Lungo le pareti laterali della prima campata trovano luogo due sarcofagi romani contrapposti, che vennero posizioni nell'attuale collocazione nel XV secolo. Al di sopra di essi, sono murati due bassorilievi raffiguranti l'episodio biblico di Gion e il pistrice (Giona 2), soggetto tipico dell'arte sacra abruzzese, campana e basso-laziale dei secoli IX-XIII; questi originariamente costituivano il parapetto della scala d'accesso all'ambone della cattedrale, databile alla prima metà del XIII secolo. Una soluzione analoga è visibile nel pulpito della collegiata di San Pietro a Minturno, costruito nel 1246 avendo come modello quello della cattedrale di Gaeta, successivamente smembrato e ricomposto nel 1618.
Ciascuno dei due pannelli è caratterizzato da una forma di pentagono irregolare simile ad un trapezio rettangolo alla cui base è stato accostato un rettangolo di pari ampiezza. La decorazione scultorea a rilievo della lastra murata nella parete di sinistra, presenta la prima scena della vicenda, con Giona che viene inghiottito dal pistrice (Giona 2, 1); la conclusione è nella lastra dirimpetto, nella quale, dopo la permanenza del profeta nel ventre del pistrice per tre giorni e tre notti e la preghiera rivolta al Signore (Giona 2, 2-10), è raffigurato Giona che viene rigettato. La figura del pesce, caratterizzata da un forte realismo e simile per certi aspetti ad un drago, con ali, e squame e coda palmata, è analoga a quella dell'ambone dell'epistola della basilica di Santa Maria Assunta a Ravello (in mosaico) e del pulpito di Minturno (a bassorilievo); nonché ad un frammento a bassorilievo con Giona liberato di ignota provenienza, attualmente presso il Museo nazionale di Capodimonte e ad un altro, perduto, probabilmente proveniente dal perduto ambone dell'antica cattedrale di Montecassino. I due bassorilievi del campanile, pur essendo stati sempre considerati coevi e parte di un unico organismo (l'antico ambone della cattedrale), presentano fra di loro notevoli diversità sia iconografiche, sia stilistiche (quali le cornici, la figura del pistrice, lo sfondo), come anche nelle dimensioni (il pannello di sinistra è più largo rispetto a quello di destra); tali differenze sono probabilmente dovute o ad una diversa mano nella realizzazione delle due sculture (pur afferenti alla stessa bottega), oppure ad una struttura a cassa dell'ambone antico (grazie alla quale esse non sarebbero state evidenti), o anche alla presenza di due amboni all'interno della cattedrale.
I due sarcofagi risalgono al III secolo. Quello di sinistra ha il cassone a pianta rettangolare, con due campi strigilati intervallati da bassorilievi raffiguranti Geni alati alle estremità, e al centro probabilmente Amore e Psiche; agli angoli del coperchio a doppio spiovente, acroteri con motivi floreali. Quello di destra, invece, ha le due estremità laterali semicircolari; anch'esso strigilato, è caratterizzato da due teste di leone sulla parte anteriore del cassone, poste ai lati di una decorazione con foglie di palma, ripetuta anche sul coperchio.

### Torre

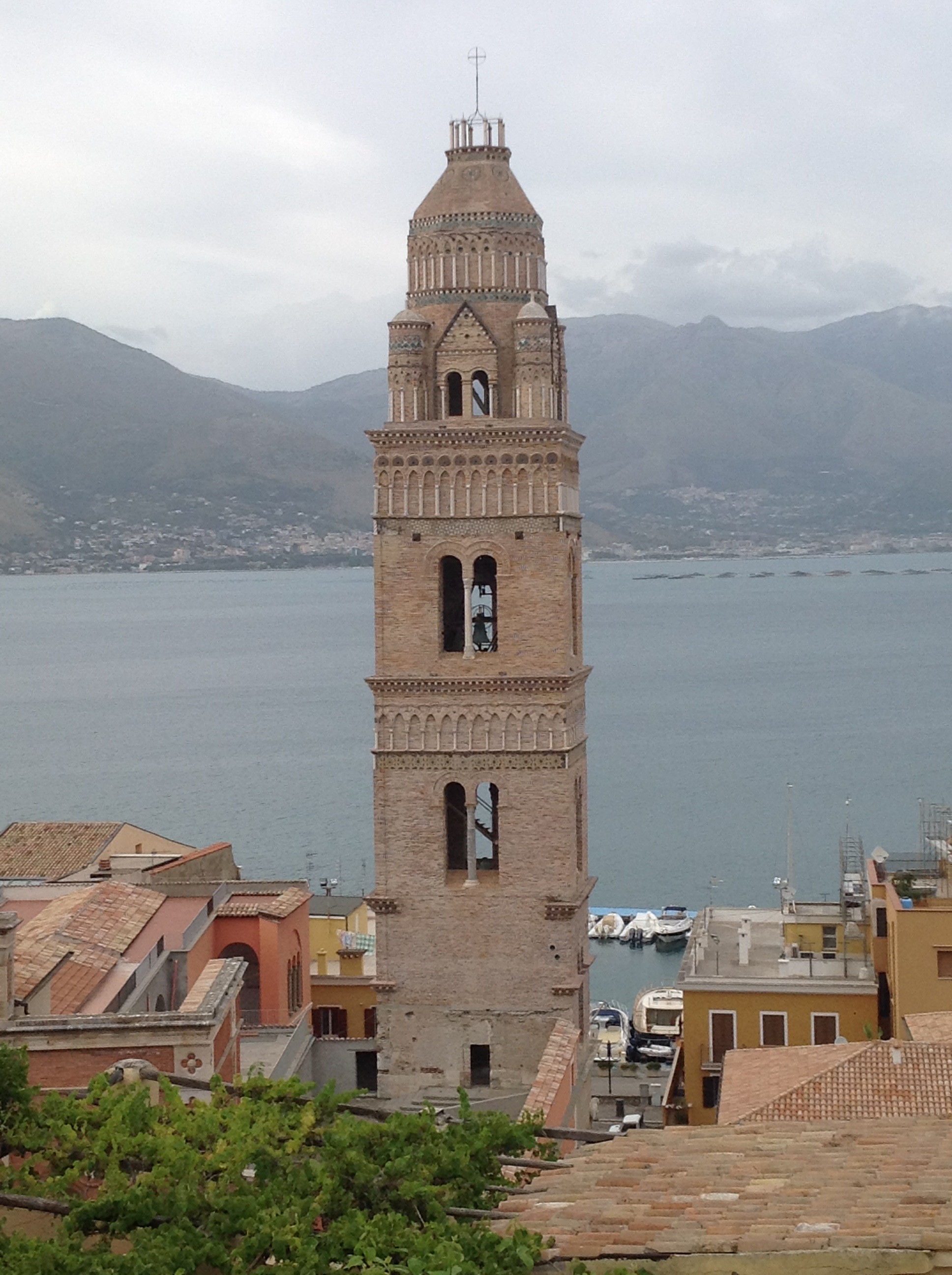
Il campanile visto da sud.

La torre si sviluppa al di sopra del basamento per 44 metri di altezza, con paramento murario in mattoni a vista internamente rinforzato con una struttura in cemento armato realizzata tra il 1958 e il 1963.
Il campanile si articola in tre ordini, suddivisi da cornicioni in laterizio con doppia fila di mensoline in marmo, elemento tipicamente cosmatesco e largamente impiegato nei campanili di Roma dei secoli XII e XIII, quali quelli della basilica di Santa Cecilia in Trastevere, della basilica di Santa Maria in Trastevere e della chiesa di San Giorgio in Velabro. Ciascuno dei tre piani si apre sull'esterno con una bifora con due archetti a tutto sesto sorretti al centro da una colonna corinzia liscia.
L'ordine inferiore, rispetto agli altri due, presenta alcune peculiarità: è l'unico ad avere solo tre bifore (è assente sul lato sud, rivolto verso l'aula della cattedrale) e ad essere dotato di un secondo cornicione (avente però una sola fila di mensole marmoree) posto all'altezza dell'imposta degli archi delle finestre.
Il secondo ordine è decorato, al di sopra delle bifore, con una fascia marmorea bicroma con motivi geometrici; su di esso poggia una teoria di archetti a sesto acuto intrecciati, elemento tipico dell'architettura arabo-normanna, poggianti su colonnine marmoree. Al di sopra della bifora settentrionale, nella facciata interna, sono visibili i resti del meccanismo dell'orologio settecentesco, non più in funzione, il cui quadrante marmoreo venne rimosso durante i restauri del 1958-1962 ed è attualmente esposto presso il Museo diocesano insieme alle lancette e ai numeri.
Il terzo ed ultimo ordine è anch'esso decorato, sopra le finestre, da una fascia marmorea ad intarsi geometrici bicromi; essa è sormontata da una serie di archetti ogivali poggianti su colonnine, più slanciati rispetto a quelli del piano inferiore, in corrispondenza di uno dei quali è inglobato nella muratura un bacile in ceramica smaltata e dipinta di verde, elemento presente anche sulla torre campanaria della chiesa demolita di Santa Barbara in Gaeta e sul campanile a vela gotico (del XIV secolo) del santuario della Santissima Annunziata. La doppia ghiera delle bifore del secondo e terzo ordine è un elemento presente a Gaeta anche sui campanili della chiesa di San Domenico (del XII secolo, unico elemento superstite della precedente chiesa di Santa Maria della Maina) e dell'ex chiesa di Santa Lucia (del XIII secolo). All'interno del terzo ordine vi è il castello di sostegno delle campane, non in funzione; nel 2011 sono state donate alla cattedrale tre nuove campane, attualmente collocate all'interno del pronao della facciata della cattedrale e non in uso.
Alla sommità della torre vi è il torrino, portato a termine nel 1279 e riccamente decorato con file di archetti ed elementi smaltati. La struttura è a pianta ottagonale, con agli angoli quattro torrette a pianta circolare che presentano una teoria di archetti ogivali intrecciati poggianti su colonnine marmoree e, tra questa e la calotta di coronamento, una fascia con losanghe e triangoli smaltati che inquadrano bacili incassati. Alternate alle torrette, si aprono verso l'esterno quattro bifore, sostenute al centro da un pilastrino in muratura e sormontate da un timpano triangolare. Al di sopra di esse, si sviluppano diverse fasce decorative: dal basso, vi è una fila di losanghe smaltate, sormontate da un cornicione che sorregge idealmente una teoria di archetti a sesto acuto intrecciati con colonnine, all'interno di ognuno dei quali è inserito un bacile; più in alto, un'altra fila di losanghe smaltate e un ulteriore cornicione, doppio. La copertura è costituita da un tronco di piramide in mattoni. Fra i bacili inglobati nella muratura, alcuni sono dipinti con figure policrome di animali (pesci e volatili), della tipologia Gela ware.

## Campanili analoghi
Nell'Italia meridionale e della Sicilia vi sono diverse torri campanarie dei secoli XII e XIII che presentano analogie stilistico-strutturali con quella della cattedrale di Gaeta.
Fra i più antichi vi è quello della cattedrale di Salerno, la cui costruzione iniziò nel 1145 per volere dell'arcivescovo Guglielmo da Ravenna e terminò entro la fine del XII secolo. Alto 52 metri, si articola in tre ordini a pianta quadrangolare con alte bifore (quelle del piano inferiore vennero murate nel 1761-1762 per migliorare la stabilità della torre), e cella campanaria apicale a pianta circolare, decorata esternamente da una teoria di archetti ogivali intrecciati con colonnine in marmo e ghiere caratterizzate da un'alternanza di cotto e pietra.
La torre campanaria della chiesa di Santa Maria dell'ammiraglio, detta della Martorana, a Palermo, è la prima in Italia a presentare quattro torrette angolari a pianta circolare ai lati del corpo centrale, in questo caso a pianta quadrata, nei due ordini superiori. Costruita tra il 1146 e il 1185, è addossata alla facciata assiale della chiesa, con il basamento che si apre verso l'esterno con tre arcate ogivali, ed è priva del coronamento, demolito alla fine del XVIII secolo.
Il campanile della cattedrale di Sant'Andrea ad Amalfi sarebbe stato costruito tra il 1108 e il 1276 (nell'ultima parte del XII secolo sarebbe stata edificata la torre, mentre il torrino di coronamento, adibito a cella campanaria, sarebbe stato realizzato solo a partire dalla metà del secolo successivo). Vi è un richiamo a quello di Gaeta nell'utilizzo di slanciate polifore (bifore nel primo ordine e trifore nel secondo) e nell'articolato cupolino, completato negli stessi anni di quello della cittadina laziale e anche qui affiancato da quattro torrette a pianta circolare; spicca, però, la notevole policromia di quest'ultimo, con smaltature verdi e gialle, più marcata che a Gaeta.
Il campanile della basilica di Santa Maria Assunta a Ravello, già cattedrale, risale al XIII secolo. Presenta una pianta quadrata con due ordini di bifore a tutto sesto sottolineate da alte ghiere in laterizio; la sommità è caratterizzata da una serie di archetti ogivali intrecciati in tufo, sorretti da colonnine in marmo chiaro.
Il campanile della ex cattedrale di San Michele Arcangelo a Casertavecchia venne edificato nella prima metà del XIII secolo e portato a termine dal 1234. È affiancato alla chiesa, alla destra della facciata, e poggia su un ampio arco a sesto acuto che forma un passaggio voltato a botte sotto il quale vi è una strada; il paramento murario è interamente in blocchi di tufo, con elementi decorativi in marmo chiaro. Il primo ordine, più basso rispetto agli altri, presenta una teoria di archetti ogivali intrecciati che inquadra delle finestre rettangolari successive; nel secondo e nel terzo si aprono delle bifore romaniche, quelle inferiori più slanciate. Il coronamento, simile a quello di Gaeta, è ottagonale, affiancato da quattro torrette circolari, con una decorazione ad archetti continua. Originariamente il coronamento era costituito da un'elevata cuspide piramidale, analoga a quella della chiesa di San Pietro a Majella a Napoli e demolita nell'ultimo quarto del XVIII secolo poiché in cattivo stato di conservazione.
Il campanile della concattedrale di San Cesareo a Terracina, risalente alla seconda metà del XII secolo e attribuibile alle stesse maestranze operanti a Gaeta, presenta forti legami con le torri cosmatesche romane, in particolare nell'alternanza tra i mattoni della struttura e il marmo bianco degli elementi decorativi; la funzione ornamentale è affidata a quest'ultimo piuttosto che ad elementi smaltati, di derivazione arabo-moresca, adoperati in maggior numero sul campanile della cattedrale di Gaeta. La torre insiste sul coevo portico che precede la facciata, ed è sorretta da un basamento lapideo. Essa è suddivisa in quattro ordini, ciascuno dei quali è caratterizzato da una serie di archetti ogivali incrociati poggianti su colonnine marmoree, che costituisco l'elemento decorativo dominante; gli archi sono ciechi ai lati, mentre al centro danno luce all'interno del campanile.